# Ла-Шо-де-Фон (хокейний клуб)
ХК «Ла-Шо-де-Фон» (фр. Hockey Club La Chaux-de-Fonds) — хокейний клуб з м. Ла-Шо-де-Фон, Швейцарія. Заснований у 1919 році та є одним з найстаріших клубів у Швейцарії. Виступає у чемпіонаті Швейцарії, Національна ліга В. Домашні ігри команда проводить на «Патінуа-де-Мелез» (5 900).

## Історія
Хокейний клуб «Ла-Шо-де-Фон» заснований в 1919 році, в 1953 році команда переїхала на арену «Патінуа-де-Мелез». Найуспішніший період з 1968 по 1973 року, коли команда виграла шість разів поспіль, чемпіонат Швейцарії з хокею. У 1980 році, команда вилітає до Національної ліги B. Початок 80-х років для команди склався вкрай погано в сезоні 1985/86 років виступала в 1 Лізі, зайнявши там перше місце повернулась до НЛБ. 
Після чотирьох сезонів в НЛБ з 1986 року по 1989 (клуб з Ла-Шо-де-Фону займав місця з 8 по 12), знову вилетіли до 1 Ліги. Після чотирьох сезонів в 1 Лізі команда, нарешті, здобула право грати в 1994 році в Національній лізі В. З 1996 року по 1998 рік ХК «Ла-Шо-де-Фон» виступає в Національній лізі А, займаючи відповідно у сезоні 1996/97 — 10 місце, а в сезоні 1997/98 — 11 місце.
З сезону 1998/99 років ХК «Ла-Шо-де-Фон» є постійним учасником Національної ліги В (за виключенням сезону 2000/01 років, коли вони знову на один сезон підвищились у класі).
У сезонах 2010/11 та 2018/19 клуб двічі вигравав регулярний  чемпіонат НЛВ.

### Жіноча команда
Жіноча команда кваліфікувалась в 1990 році до лігі ЛКА, через сезон посіла шосте, а наступного останнє місце та повернулась в ЛКВ (друга за значенням ліга). Сьогодні жінки грають у третьому дивізіоні ЛКК.

## Підсумкові місця з 1954 року
| Сезон   | Ліга   | Місце   |
| ------- | ------ | ------- |
| 1954/55 | НЛБ    | 1 місце |
| 1955/56 | НЛА    | 3 місце |
| 1956/57 | НЛА    | 7 місце |
| 1957/58 | НЛА    | 8 місце |
| 1958/59 | НЛБ    | 1 місце |
| 1959/60 |        |         |
| 1960/61 |        |         |
| 1961/62 | 1 Ліга | 1 місце |
| 1962/63 | НЛБ    | 7 місце |
| 1963/64 | НЛБ    | 5 місце |
| 1964/65 | НЛБ    | 1 місце |
| 1965/66 | НЛА    | 8 місце |
| 1966/67 | НЛА    | 4 місце |
| 1967/68 | НЛА    | 1 місце |
| 1968/69 | НЛА    | 1 місце |
| 1969/70 | НЛА    | 1 місце |
| 1970/71 | НЛА    | 1 місце |
| 1971/72 | НЛА    | 1 місце |
| 1972/73 | НЛА    | 1 місце |
| 1973/74 | НЛА    | 2 місце |
| 1974/75 | НЛА    | 2 місце |
| 1975/76 | НЛА    | 4 місце |
| 1976/77 | НЛА    | 6 місце |
| 1977/78 | НЛА    | 6 місце |

| Сезон     | Ліга   | Місце    |
| --------- | ------ | -------- |
| 1978/79   | НЛА    | 7 місце  |
| 1979/80   | НЛА    | 8 місце  |
| 1980/81   | НЛБ    | 4 місце  |
| 1981/82   | НЛБ    | 11 місце |
| 1982/83   |        |          |
| 1983/84   | НЛБ    | 14 місце |
| 1984/85   |        |          |
| 1985/86   | 1 Ліга | 1 місце  |
| 1986/87   | НЛБ    | 8 місце  |
| 1987/88   | НЛБ    | 8 місце  |
| 1988/89   | НЛБ    | 9 місце  |
| 1988/89   | НЛБ    | 12 місце |
| 1989/90   | 1 Ліга | 3 місце  |
| 1990/91   | 1 Ліга | 2 місце  |
| 1991/92   | 1 Ліга | 1 місце  |
| 1992/93   | 1 Ліга | 1 місце  |
| 1994/95   | НЛБ    | 7 місце  |
| 1995/96   | НЛБ    | 7 місце  |
| 1996/97   | НЛА    | 10 місце |
| 1997/98   | НЛА    | 11 місце |
| 1998/99   | НЛБ    | 2 місце  |
| 1999/2000 | НЛБ    | 2 місце  |
| 2000/01   | НЛА    | 12 місце |
| 2001/02   | НЛБ    | 2 місце  |

| Сезон   | Ліга | Місце    |
| ------- | ---- | -------- |
| 2002/03 | НЛБ  | 9 місце  |
| 2003/04 | НЛБ  | 10 місце |
| 2004/05 | НЛБ  | 8 місце  |
| 2005/06 | НЛБ  | 9 місце  |
| 2006/07 | НЛБ  | 4 місце  |
| 2007/08 | НЛБ  | 2 місце  |
| 2008/09 | НЛБ  | 3 місце  |
| 2009/10 | НЛБ  | 6 місце  |
| 2010/11 | НЛБ  | 1 місце  |
| 2011/12 | НЛБ  | 3 місце  |
| 2012/13 | НЛБ  | 6 місце  |
| 2013/14 | НЛБ  | 8 місце  |
| 2014/15 | НЛБ  | 3 місце  |
| 2015/16 | НЛБ  | 4 місце  |
| 2016/17 | НЛБ  | 2 місце  |
| 2017/18 | НЛБ  | 7 місце  |
| 2018/19 | НЛБ  | 1 місце  |
| 2019/20 | НЛБ  | 7 місце  |
| 2020/21 | НЛБ  | 8 місце  |
| 2021/22 | НЛБ  | 3 місце  |
| 2022/23 | НЛБ  | 1 місце  |
| 2023/24 | НЛБ  | 1 місце  |

## Досягнення
Чемпіон Швейцарії (6 разів) — 1968, 1969, 1970, 1971, 1972, 1973.

## Закріплені номери
- #2 Рене Югенен
- #10 Мішель Тюрле
- #14 Гуй Дюбойс
- #17 Гастон Пельтьє